# Дюбержер-Ле-Соль

Округ Дюбержер-Ле-Соль, район Ле-Ривьер, Квебек

Дюбержер-Ле-Соль (фр. Duberger–Les Saules) — округ в районе Ле Ривьер в городе Квебек, в Канаде. До включения в 1970 году в состав города Квебек, его территория была муниципалитетами Дюбержер и Ле-Соль.
Территория округа находится южнее шоссе Фелис-Леклерк, на западе от округа Ванье и на северо-западе от реки Сен-Шарль. Здесь развит промышленный, торговый и жилищный сектор. По данным исследования, опубликованного в 2003 году,  округ занимает первое место в городе Квебек по числу пожилых жителей.
В Совете Квебека округ представлен как Дюбержер-Ле-Соль. Советник — Жераль Пуарье.

## История
Территория Дюбержер, ранее она называлась Ла Петит-Ривьер, была частью муниципалитета Сен-Рош-де-Квебек, созданного в 1855 году.  В 1893 году к западу от Сен-Рош был образован муниципалитет Сен-Мало, в состав которого вошла территория Ла Петит-Ривьер. В XIX веке эти земли были сельскохозяйственными угодьми.
В 1902 году был создан муниципалитет Ла Петит-Ривьер. В 1915 году на части его территории был создан муниципалитет Квебек-Эст (позднее Ванье). Активное промышленное развитие и заселение городка началось после Второй мировой войны. В 1964 году город изменил своё название на Дюбержер, а в 1970 году был включен в состав города Квебека.
Территория Ле-Соль была частью Л'Ансьенн-Лорьетт. Название своё она приобрела от многочисленных ив вдоль рек Сен-Шарль и Лоретт. Приход Сент-Моник (Святой Моники) был создан в 1945 году. В 1953 году был образован муниципалитет Ле-Соль, включенный в состав города Квебек в 1970 году. Между 1950 и 1975 годами здесь велось активное строительство жилого сектора.
1 января 2002 года  районы Дюбержер и Ле Соль были объединены в один округ в составе района Шарльбур.

## Главные улицы
- Бульвар Уилфрид-Амель;
- Шоссе Робер-Бурасса;
- Шоссе Фелис-Леклерк;
- Шоссе Генриха IV;
- Бульвар Пер-Лельевр;
- Бульвар Шаво.

## Парки и зоны отдыха
- Линейный парк реки Сен-Шарль и Бержер.

## Культовые сооружения
- Церковь Святой Моники;[3]
- Церковь Святого Франциска Ксаверия.[4]

## Школы и центры образования
- Начальная школа Гран-Соль, павильон Экривен;
- Начальная школа Гран-Соль, павильон Сент-Моник;
- Начальная школа Бюиссон;
- Школа Ла Камарадьер.

## Другие известные здания
- Библиотека Жан-Батист-Дюбержер;
- Библиотека Ромэн-Ланглуа.